# Batalha do Pó
Raide no vale do Pó ou Batalha do Pó, em 203 a.C., foi a última ação militar cartaginesa na península Itálica no final da Segunda Guerra Púnica. O general Magão Barca, filho de Amílcar Barca, desembarcou seu exército em Gênova, na Ligúria, dois anos antes, numa tentativa de manter os romanos ocupados ocupados no norte da Itália para impedir - ou pelo menos atrasar - a iminente invasão romana no norte da África. Ele teve bastante sucesso em reavivar a rebelião entre os diversos povos da região (lígures, gauleses, etruscos) contra o domínio romano e Roma foi forçada a concentrar uma grande força militar na região, culminando numa grande batalha travada na terra dos ínsubres (moderna Lombardia). Magão foi derrotado, ferido gravemente e obrigado a recuar. A estratégia cartaginesa também não foi capaz de impedir a invasão de Cipião Africano, que devastou a África e destruiu todos os exércitos enviados para detê-lo. Em desespero, os cartagineses chamaram Magão de volta da Itália juntamente com seu irmão, o grande general Aníbal, que ainda lutava no sul da Itália (na região da moderna Calábria), para enfrentar Cipião, o que culminaria na vitória romana na Batalha de Zama. Os restos das forças cartaginesas na Gália Cisalpina continuaram a atormentar os romanos por muitos anos depois do final da guerra.

## Contexto
Depois da desastrosa Batalha de Ilipa, que marcou a vitória definitiva dos romanos na Península Ibérica, Magão ainda permaneceu por algum tempo em Gades, o último bastião cartaginês na região. Suas esperanças de retomar a batalha acabaram depois que Cipião conseguiu sufocar a revolta dos celtiberos e um grande motim das tropas romanas. Magão recebeu ordens de Cartago de abandonar a Ibéria e seguir por mar até o norte da Itália com o objetivo de reavivar a guerra na região em uma ação coordenada com seu irmão, Aníbal, que lutava no sul.
Esta ação era uma última tentativa dos cartagineses de retomar a iniciativa da guerra, que estava numa fase bastante perigosa para eles. Com a reconquista da Sicília em 211-210 a.C., a destruição do exército de Asdrúbal Barca na Batalha do Metauro, em 207 a.C., e com a recente conquista da Ibéria, em 206 a.C., os romanos se viram não somente livres da pressão cartaginesa, mas de posse de recursos suficientes para continuar a guerra. Pela primeira vez desde o começo da guerra, Cartago estava numa posição vulnerável a um ataque direto romano em seu território, algo que eles não poderiam impedir por conta da supremacia da marinha romana na região.
Juntamente com as ordens, Magão recebeu também dinheiro para contratar mercenários, mas não o suficiente para amealhar um grande exército. Por isto, ele foi forçado a requisitar não apenas o tesouro público de Gades, mas também os tesouros de seus templos. A busca por recursos adicionais foi, provavelmente, o motivo de um fracassado ataque naval a Cartago Nova. No retorno, Magão encontrou os portões de Gades fechados e se viu obrigado a seguir para as ilhas Baleares, invernando em Minorca.

## Expedição de Magão
No verão de 205 a.C., uma frota cartaginesa apareceu repentinamente na costa ligúria. Com cerca de trinta navios de guerra acompanhando vários navios de transporte, Magão trazia consigo um exército de 14 000 soldados. Ele tomou Gênova de surpresa e marchou rapidamente pelo território dos ingaunos, formando uma aliança com eles contra uma outra tribo ligúria, os epantérios.
A Ligúria e a Gália Cisalpina eram territórios especialmente adequados para o tipo de operações pretendido por Magão. A despeito das vitoriosas campanhas no vale do Pó antes do início da Segunda Guerra Púnica e da colonização romana, Roma ainda não tinha conseguido subjugar completamente os gauleses locais. Liderados por ínsubres e boios, as tribos se haviam se revoltado novamente logo antes da invasão de Aníbal (218 a.C.) e se juntaram ao exército dele aos milhares. O mesmo havia acontecido com a chegada de Asdrúbal vindo da Ibéria em 207 a.C. e não foi diferente em 205 a.C., quando o mais jovem dos três irmãos Barca chegou. "Seu exército crescia a cada dia; os gauleses, atraídos pela magia de seu nome, se juntavam a ele vindos de todas as partes". Ao ouvirem notícias sobre a chegada de Magão, os senadores em Roma foram tomados de "grande preocupação" e, imediatamente, enviaram dois exércitos para Arímino e Arretium com a missão de bloquear qualquer avanço cartaginês para o sul.
Aparentemente os romanos iriam pagar pelo seu fracasso em capitalizar sobre a vitória no rio Metauro conquistando a Gália Cisalpina de uma vez por todas, mas o perigo representado pelo desembarque de Magão não deve ser super-estimado. Mesmo depois de ter recebido reforços de Cartago — 7 000 soldados, 7 elefantes de guerra e 25 navios de guerra — suas forças ainda estavam muito aquém das necessárias para enfrentar adequadamente os romanos. É por este motivo que Magão aparentemente não cumpriu a ordem recebida de Cartago: marchar para o sul para se juntar a Aníbal.
No verão de 205 a.C., um legado de Cipião, Caio Lélio, realizou um raide no norte da África e devastou a região de Hipo Régio. Sob o risco de uma iminente invasão do próprio Cipião, os cartagineses fizeram o possível para impedi-la. Para assegurar sua retaguarda, consolidaram sua rede de alianças com os númidas. Para manter os romanos em xeque, soldados e suprimentos foram enviados para Aníbal, em Brúcio, e para Magão. Além disso, uma embaixada foi enviada ao rei Filipe V da Macedônia com a missão de negociar uma invasão ou da Itália ou da Sicília. Nenhum destas medidas foi decisiva, pois Filipe havia acabado de firmar a paz de Fenícia com o general romano Públio Semprônio Tuditano, encerrando definitivamente a Primeira Guerra Macedônica, e a aliança cartaginesa com o mais poderoso rei dos númidas, Sífax, não impediu que Cipião navegasse até a África em 204 a.C.. Sem ajuda externa, Aníbal e Magão não conseguiram exercer pressão suficiente sobre Roma a ponto de impedir uma invasão, especialmente por que entre eles havia uma grande distância e forças romanas muito superiores.
Magão tinha que realizar o que seu irmão Asdrúbal não conseguiu dois anos antes. Tendo em mente o destino dele no rio Metauro, Magão sabia que uma eventual ofensiva contra as forças romanas deveria ser muito bem planejada. Por isso, ele organizou um encontro com as lideranças dos lígures e gauleses e assegurou-lhes que sua ofensiva tinha como objetivo libertá-los, mas, para isto, ele precisaria de mais soldados. Os lígures se comprometeram imediatamente, mas os gauleses, ameaçados pelos exércitos romanos em suas fronteiras e em seu território, se recusaram a se revoltar abertamente. Mesmo assim, eles forneceram, em segredo, suprimentos e mercenários para o exército cartaginês.
Neste ínterim, o procônsul Marco Lívio marchou da Etrúria para a Gália Cisalpina e se juntou ao comandante local, o pretor Espúrio Lucrécio, bloqueando o caminho de Magão para Roma. Porém, Lívio permaneceu na defensiva. Nada mudou de forma relevante no ano seguinte, uma vez que Magão não iniciou seu ataque e os romanos, exaustos física e emocionalmente por causa da longa guerra, só esperaram. As cidades latinas, que haviam se recusado a dar mais dinheiro ou soldados anos antes, eram uma preocupação adicional para os romanos, pois a situação dificultava o alistamento de novos soldados. Um dos novos cônsules, Públio Semprônio Tuditano, foi enviado para enfrentar Aníbal em Brúcio. O outro, Marco Cornélio Cetego, ficou na Etrúria para sufocar uma conspiração iniciada por Magão com diversas cidades da região.

## Batalha no território dos ínsubres

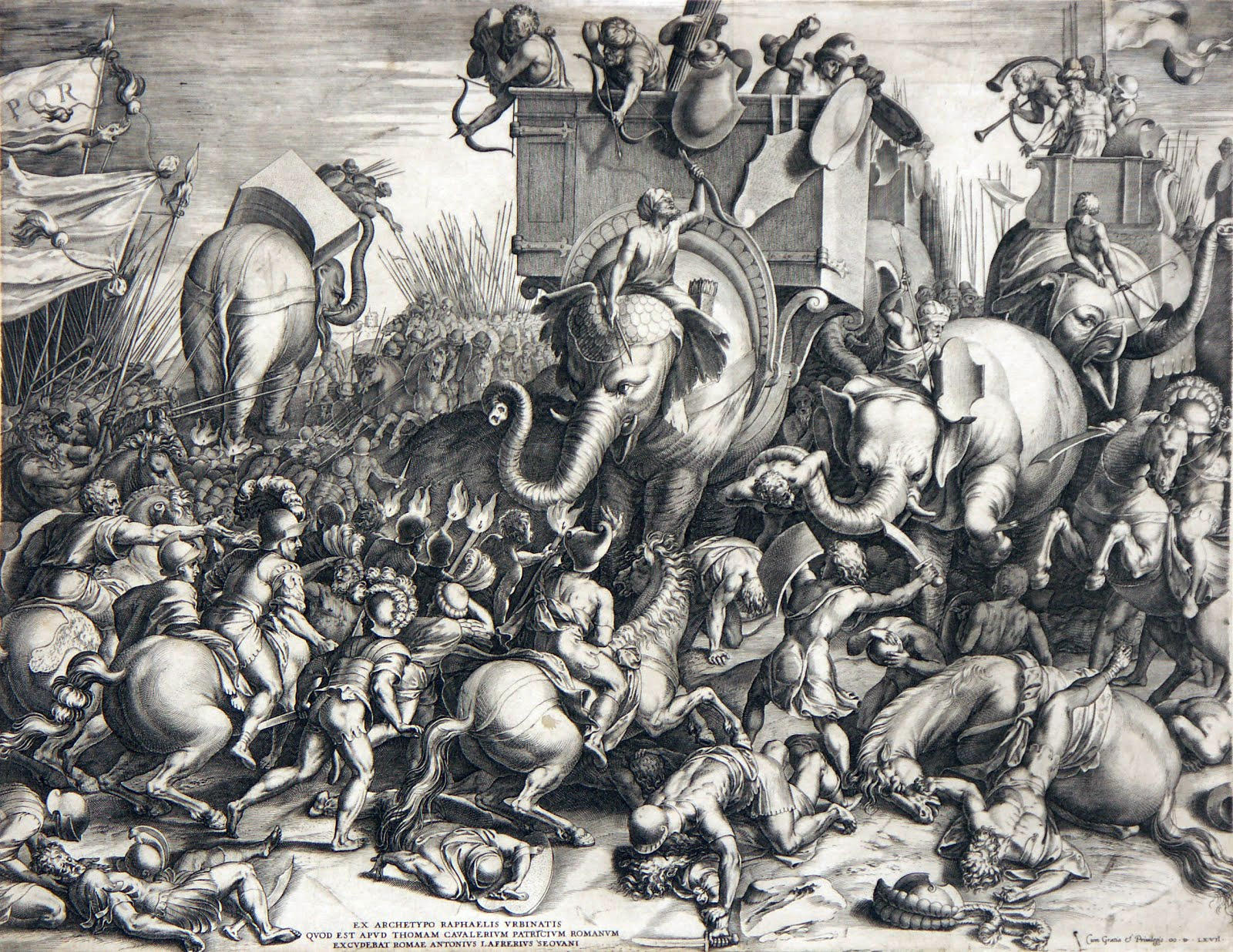
Elefantes de guerra cartagineses em combate.
1567. Gravura de Cornelis Cort

Em 203 a.C., os romanos decidiram tomar a iniciativa. O procônsul Marco Cornélio Cetego e o pretor Públio Quintílio Varo lideraram as quatro legiões romanas na região num ataque contra Magão no território dos ínsubres, num local não muito distante da moderna cidade de Milão. A descrição de Lívio em sua "História de Roma" revela que romanos e cartagineses dispuseram seus exércitos em duas linhas de combate. No lado romano, duas legiões ficaram na frente com as outras duas e a cavalaria na retaguarda. Magão também se preocupou com uma possível derrota e deixou na retaguarda os recrutas gauleses e os poucos elefantes que tinha. Algumas estimativas modernas estimam que ele tinha cerca de 30 000 homens no momento da batalha.
O desenrolar da batalha mostrou que a primeira linha cartaginesa se saiu melhor e que os gauleses eram menos confiáveis. Desde o princípio das hostilidades, os romanos fizeram várias tentativas de romper as linhas cartaginesas, sem sucessos, e foram bastante pressionados por eles. Depois, Varo ordenou uma carga da cavalaria (3-4 000 homens) na esperança de repelir e confundir os cartagineses. Porém, Magão não foi pego de surpreso e rapidamente moveu seus elefantes para a linha de frente, o que provocou um enorme terror entre os cavalos e dispersou a cavalaria romana, que passou a ser perseguida pela cavalaria númida. Os elefantes então se voltaram contra a infantaria romana, que sofreu pesadas perdas. A batalha só passou a dar errado para Magão quando Cetego colocou em combate as duas legiões que estavam na reserva. Os elefantes foram atacados por múltiplas lanças, o que matou a maioria. Os demais se viraram em pânico e atropelaram a infantaria cartaginesa. Magão ordenou que os gauleses interrompessem o contra-ataque romano, mas eles foram completamente destruídos.
Segundo Lívio, o combate terminou com uma retirada geral dos cartagineses, que perderam até 5 000 homens. Apesar disto, ainda segundo Lívio, os romanos reputaram a vitória ao grave ferimento sofrido por Magão, que foi carregado semi-consciente da linha de frente por conta de um ferimento na coxa. Esta vitória não foi nem decisiva e nem completa, pois a primeira linha romana perdeu cerca de 2 300 homens e a segunda também sofreu pesadas baixas, incluindo três tribunos. A cavalaria não foi poupada e muitos equites foram pisoteados até a morte pelos elefantes. Durante a noite, Magão retirou suas forças para a costa da Ligúria, cedendo a vitória para os romanos.

## Análise
Para Magão, o revés foi duro, especialmente considerando os benefícios que ele teria numa eventual vitória. Os romanos assumiram definitivamente o comando do vale do Pó e todas as esperanças cartaginesas se perderam. Este fato é importante tendo em vista o avanço romano na África que acontecia em paralelo. As vitórias de Cipião em Útica e nos Grandes Campos e o fracasso de Magão na Gália Cisalpina implicavam não somente que Cipião permaneceria na África, mas que Magão precisaria voltar para defender Cartago. Mensageiros vindos da capital alcançaram Magão no território dos ingaunos e ele partiu imediatamente com parte de seu exército.
Algumas fontes alegam que Magão teria morrido durante a viagem por causa do ferimento sofrido na batalha, mas outras afirma que ele retornou para a Ligúria logo depois de ter partido e lá permaneceu por mais dois anos. É certo que, por cinco anos depois do final da Segunda Guerra Púnica, os romanos lutaram contra o que restou do exército cartaginês no norte da Itália. A derrota de Magão em 203 a.C. foi uma das últimas tentativas de manter a Gália Cisalpina como uma entidade independente da República Romana.